# アーサー・バークレー
アーサー・バークレー（英語: Arthur Barclay、1854年7月31日 - 1938年7月10日）とは、西アフリカのリベリア共和国の第14代大統領（任期1904年-1912年）。後に第18代大統領となったエドウィン・バークレーは甥。

## 生涯
1854年西インド諸島のバルバドスの首都ブリッジタウンで父アンソニーと母サラとの間で12人いる子供の1人として生まれた。1865年バルバドスからリベリアへの入植者346人余りがいたが、彼も11歳の時、家族と共にリベリアのモンロビアに移住した。リベリア大学で法律を学びカウンセラーや後に高裁判所で働いた。
1874年、20歳で政界に入り、初代リベリア大統領ジョセフ・ジェンキンス・ロバーツの個人秘書となるが、結局彼はホイッグ党の一般会計になった。1896年前大統領のウィリアム・D・コールマンの辞任により、大統領となったギャレットソン・W・ギブソンの下で財務長官として務め、内閣のメンバーにあった。
1903年選挙で大統領となり、1904年にも再選した。入植者の貢献とリベリア原住部族の政策（先住諸民族に軍を送って鎮圧などの弾圧）の役割を行っていた。1912年に大統領を退任。1938年に自宅で死去。